# گمینا ووخنگ
گمینا ووخنگ (به لهستانی:  Gmina Wohyń) یک گمینا در لهستان است که در شهرستان رازنگ پودلاسکی واقع شده‌است. گمینا ووخنگ ۱۷۸٫۱۷ کیلومتر مربع مساحت و ۷٬۲۲۱ نفر جمعیت دارد.